# Verbascum semilanatum
Verbascum semilanatum är en flenörtsväxtart som beskrevs av Borb.. Verbascum semilanatum ingår i släktet kungsljus, och familjen flenörtsväxter. Inga underarter finns listade i Catalogue of Life.